# Jean-Baptiste Dubos
Jean-Baptiste Dubos, o Du Bos (Beauvais, dicembre 1670 – Parigi, 23 marzo 1742), è stato un filosofo e storico francese. Nelle fonti è noto anche come l'abate Dubos.

## Biografia
Importante studioso della storia e della critica delle arti e della poesia, ha dato importanti contributi alla filosofia estetica tra il XVII e il XVIII secolo. Tra i suoi scritti sono notevoli le Réflexions critiques sur la poésie et la peinture. In esse, pubblicate nel 1719, si teorizza che il sentimento è alla base della produzione della bellezza nell'arte e nella poesia, senza dar troppa importanza alle regole e agli schemi accademici. Si tratta di una completamente nuova visione di ciò che è bello, che tiene conto di ciò che ogni persona in generale cerca e trova nell'opera d'arte o letteraria. Il sentimento, per lui diventato il motore primario dell'estetica, ha nelle Réflexions la sua legittimazione definitiva, diventando così una base per l'estetica dell'Illuminismo.

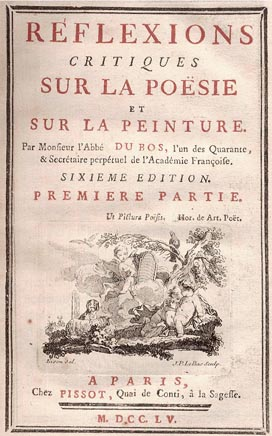
Le riflessioni, sesta edizione francese

Il razionalismo freddo e schematico in arte e letteratura è rifiutato da Du Bos, che rigetta i formalismi dogmatici. Questo perché della bellezza non si può dare alcuna definizione rigida, né si può fissare alcun schematismo canonico. Soltanto la sensibilità dell'individuo che apprezza la bellezza perché la capisce e si sintonizza con essa, permette di accedere alla sfera del bello in termini estetici. 
Du Bos scrive nelle Réflexions: